# Møllevangen
Møllevangen er en bydel i Aarhus beliggende i postdistrikt 8210 Aarhus V tæt på centrum umiddelbart vest for Vestre Ringgade ved Botanisk Have.
Ejerforholdene er blandede, idet der både findes ejendomme udstykket i ejerlejligheder, private udlejningsejendomme og ejendomme tilhørende seks forskellige almene boligorganisationer, Boligkontoret Aarhus, VesterBo, Ringgården, Fagbo og Murersvendenes Stiftelse.
Navnet Møllevangen stammer fra de gamle bymarksjorder på selvsamme område. Området var omkring århundredeskiftet domineret af kolonihaver, men hurtigt blev bydelens sydlige ende bebygget med villaer. Fra 1942-1953 opførtes det tætte etagebyggeri i den nordlige ende. Byggeriet er i fire etager i gule eller røde mursten. Der er ca. 1500 lejligheder og 3250 beboere, heraf er ca. 400 børn. Der er fortrinsvis tale om mindre lejligheder, 1-4 værelses mellem 39 og 97 kvm.
Møllevangen afgrænses af Palludan-Müllers Vej mod nord, Vestre Ringgade mod øst, Viborgvej mod syd og Fuglesangs Allé mod vest.
Møllevangskirken og Møllevangsskolen er beliggende i syd for etagebyggeriet. Discountkæderne Rema1000 og Fakta har butikker i Møllevangen. Jens Baggesens Vej og Møllevangs Allé er de gennemgående primærveje i kvarteret, og her findes der flere butikker, pizzariaer og frisører. På Viggo Stuckenbergs Vej ligger der tillige et værtshus - Agners Bodega.

## Kvarterer
Dette afsnit eller denne liste er kun påbegyndt. Hvis du ved mere om emnet, kan du hjælpe Wikipedia ved at tilføje mere.

Møllevangen består af flere kvarterer, med hver sit særpræg.

### Charlottehøj
Charlottehøj omfatter flere typer beboelsesejendomme - herunder det røde Højhus Charlottehøj -, sportsfaciliteter til fodbold og atletik samt et stort område med kolonihaver.

### Finnebyen
For at afhjælpe bolignøden lige efter Anden Verdenskrig, indkøbte kommunen 122 træhuse fra Finland og opførte Finnebyen. Kvarteret står her endnu med sine farvestrålende træhuse og er på vej mod en fredning.

### Fuglebakken
Villakvarter i den sydlige ende af Møllevangen. Her ligger også to kollegier (Tandlægekollegiet og 4. Maj Kollegiet) og Handelshøjskolen har sit hovedsæde her på hjørnet af Ringgaden og Viborgvej.
- Møllevangskirken
- Møllevangen
- Højhus Charlottehøj
- Træhusene i Finnebyen